# Лекшур (Сюмсинський район)
Лекшу́р (рос. Лекшур) — село у складі Сюмсинського району Удмуртії, Росія.
Населення — 110 осіб (2010; 198 в 2002).
Національний склад (2002):
- росіяни — 64 %
- удмурти — 34 %

## Урбаноніми[3]
- вулиці — Лекшурська, нова